# Hôpital baptiste de Hong Kong
L'hôpital baptiste de Hong Kong (anglais : Hong Kong Baptist Hospital) est un hôpital baptiste situé à Kowloon, Hong Kong. Il est affilié à la Convention baptiste de Hong Kong.

## Histoire
L'hôpital a commencé comme une clinique externe fondée par la Convention baptiste de Hong Kong en 1956 et a évolué pour devenir un hôpital général en 1963. En 1983, il a ouvert une école d'infirmières. En 2020, il a ouvert un centre médical ambulatoire. En 2021, il a reçu deux Healthcare Asia Awards pour l’«Initiative de gestion du Covid de l'année» et «Hôpital de l'année». En 2023, il a reçu un HMA Award dans la catégorie « développement des talents » . En 2024, il a annoncé un projet d’agrandissement afin de multiplier par 1,65 sa surface. En 2024, il comptait 860 lits.